# Isla Mágica
Isla Mágica is een Spaans attractiepark gelegen in de wijk Triana van de Spaanse stad Sevilla. Het park neemt de bezoeker mee naar de 16e eeuw. Het park heeft acht themagebieden die elk een ander aspect belichten en is gebouwd op het terrein van de wereldtentoonstelling Expo '92.
De slogan van het park is Diez años de emiciones. Diez años de tu vida. wat vertaald wordt als 'Tien jaren van "thrills". Tien jaren van je leven.'

## Geschiedenis
- 1997 - Het park gaat open, dit wel zonder al te veel attracties
- 1998 - Het park is nu een echt themapark. Er zijn 2 achtbanen gebouwd en tal van andere attracties
- 2007 - Het park viert haar 10e verjaardag en opent ook een gloednieuwe attractie Capitán Balas
- 2008 - Het park opent voor het eerste tijdens de kerstvakantie voor het winterseizoen

## Attracties

### Themagebieden
| Naam                      |
| ------------------------- |
| Sevilla, Puerto de Indias |
| Quetzal                   |
| Puerta de América         |
| Amazonia                  |
| La Guarida de los Piratas |
| El Balcón de Andalucía    |
| La Fuente de la Juventud  |
| ElDorado                  |

### Achtbanen
| Naam              | Type                | Bouwjaar | Bouwer |
| ----------------- | ------------------- | -------- | ------ |
| El Jaguar         | Omgekeerde achtbaan | 1997     | Vekoma |
| El Tren de Potosí | Stalen achtbaan     | 1997     | C&S    |

### Waterattracties
| Naam                | Type            | Bouwjaar | Bouwer     |
| ------------------- | --------------- | -------- | ---------- |
| Anaconda            | Boomstamrivier  | 1997     | Mack Rides |
| Iguazú              | Shoot-the-Chute | 1997     | Intamin AG |
| Rápidos del Orinoco | Rapid River     | 1997     | Intamin AG |

### Andere attracties

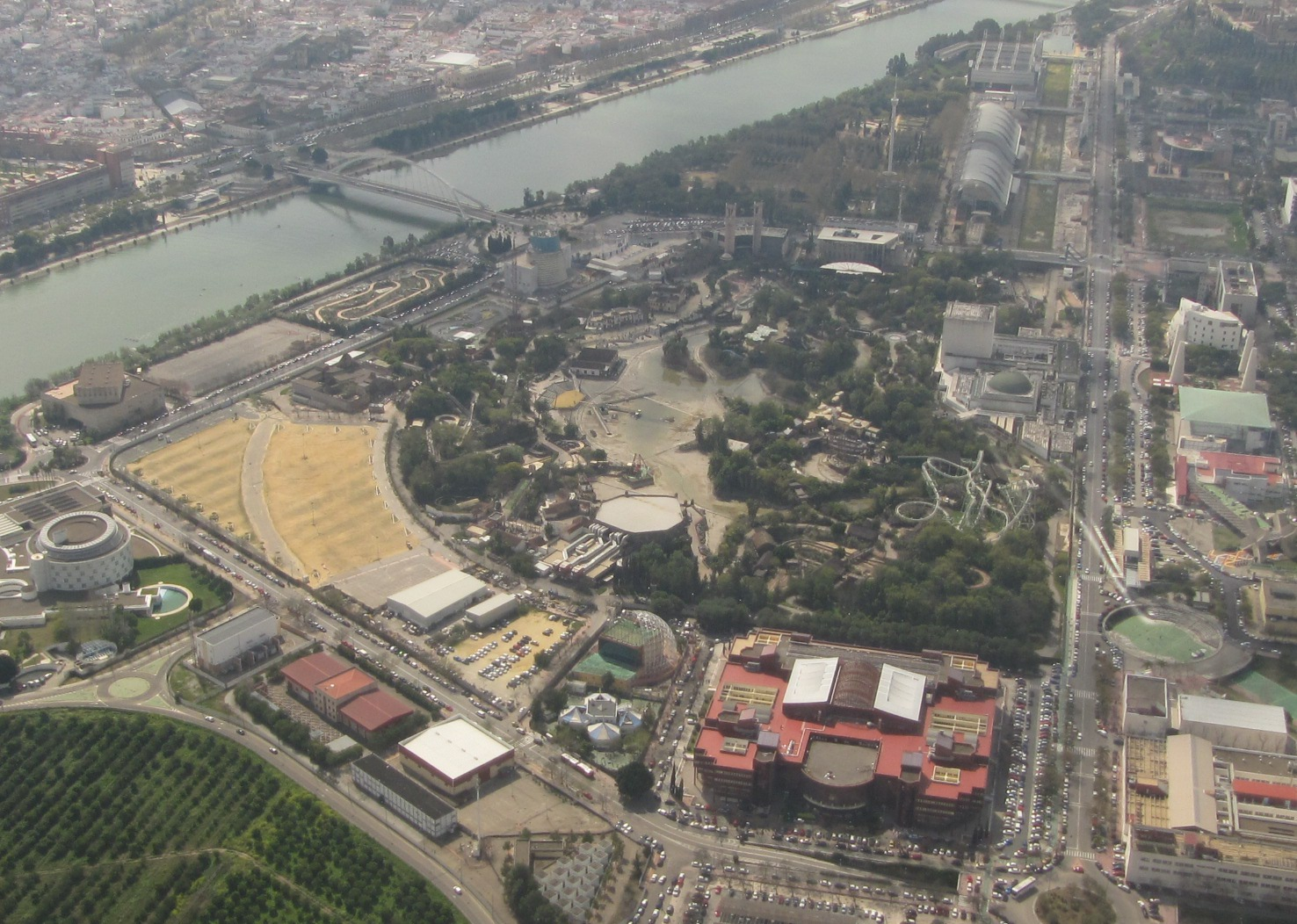
Vanuit de lucht gezien

- Al Abordaje
- Capitán Balas
- Carabelas
- Carrusel Mágico
- Cazapiratas
- Ciklón
- Cine Mágicos
- Crisálida
- El Caimán Bailón
- El Desafío
- El Laberinto de los Gnomos
- La Travesía
- El Vuelo del Halcón
- Escuela de Exploradores
- Los Toneles
- El Cubo
- La Furia de los Dioses
- Rueda Primavera
- La Escuela de Exploradores
- Cinemoción
- Patinaje Mágico
- Topetazú
- Tutti Frutti

## Trivia
- El Jaguar - Deze achtbaan, de allereerste omgekeerde achtbaan in Spanje, heeft vijf inversies. Het is de verlengde versie van het standaardmodel omgekeerde achtbaan van Vekoma met een helix voor de remmen.